# Экономика Индонезии
Экономика Индонезии — относится к аграрно-индустриальному типу, представитель восточноазиатской модели развития экономики. По уровню национальной конкурентоспособности в 2010 году занимала 44 место в мире. Индонезия относится к категории наиболее перспективных в экономическом плане развивающихся стран — так называемой группе одиннадцати.

## Общие показатели
Объём ВВП за 2012 год составил, по предварительным оценкам, 1,212 триллиона долл. США — 16 место в мире и первое — в Юго-Восточной Азии (около 5000 долл. США на душу населения — 155 место в мире). Темпы экономического роста, зафиксированные в 2012 году, — около 6 % (50 место в мире). Доходная часть государственного бюджета за 2011 год — 119,5 млрд долл. США, расходная — 132,9 млрд долл. США, дефицит бюджета — 13,4 млрд долл. США.
Денежная единица — индонезийская рупия (индон. Rupiah), усреднённый курс за 2010 год — 9170 рупий за 1 доллар США. Разменная единица — сен (индон. sen), одна сотая рупии. Сен не выпускался с 1960-х годов и де-факто вышел из наличного обращения, однако сохраняется в безналичных финансовых расчётах. Эмиссия денег осуществляется центральным банком страны — Банком Индонезии.
Темпы инфляции по итогам 2012 года — 4,5 % (151 место в мире). Объём внешнего долга на 2010 год — 196,1 млрд долл. (30 место в мире). Объём национальных золотовалютных резервов на июль 2011 года составил 122,7 млрд долл.
Для экономики, при её рыночном характере, характерна активная роль государства: оно владеет примерно 140 крупными предприятиями в различных секторах национального хозяйства, а также контролирует цены на ряд товаров, включая базовые продукты питания и горюче-смазочные материалы. В объёме ВВП доля промышленного производства на 2010 год составляет 47 %, сферы услуг — 37,6 %, сельского хозяйства — 15,4 %. При этом в промышленности занято 12,8 %, в сельском хозяйстве — 38,3 % и в сфере услуг — 48,9 % работающего населения. Общая численность трудоспособного населения — 116,5 миллионов человек (5 место в мире), уровень безработицы — 7,1 % (70 место в мире).
Для населения характерно значительное социально-экономическое расслоение, доходы наиболее имущих 10 % почти в 11 раз превышают доходы беднейших 10 % индонезийцев. Более 13 % проживает ниже уровня бедности.
Серьёзной проблемой экономики является коррупция — в рейтингах, составляемых организацией «Транпэрэнси интернешнл», Индонезия длительное время занимает места в начале второй сотни.

## История

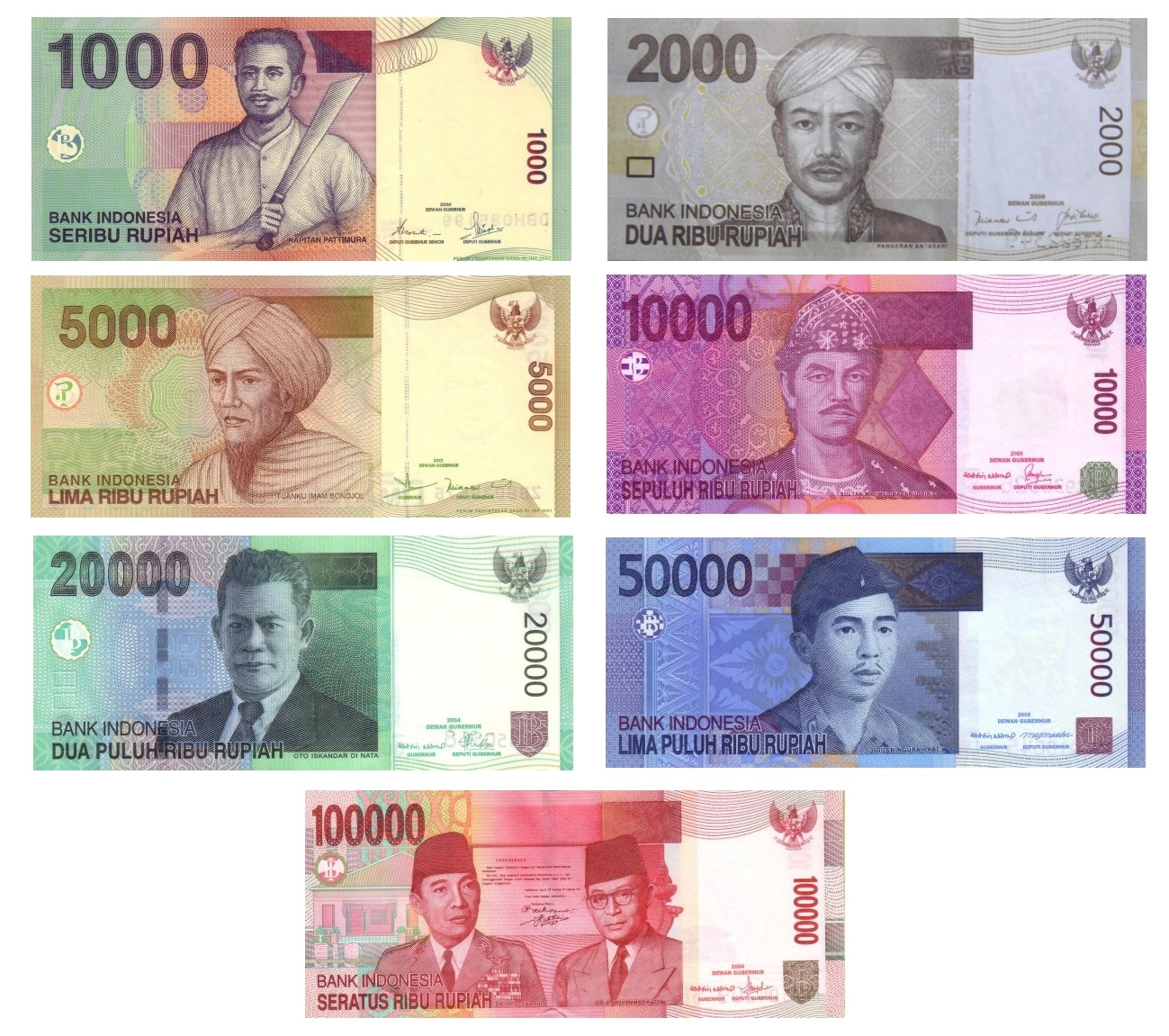
Индонезийские денежные купюры, имеющие хождение на 2009 год

Современная — аграрно-индустриальная — модель индонезийской экономики сформировалась в основном в 1980-е — 1990-е годы, когда модернизационные рыночные меры правительства Сухарто обеспечили масштабный приток иностранных инвестиций, становление и ускоренное развитие многих отраслей промышленности и сферы обслуживания, достаточно эффективной кредитно-финансовой системы. Вместе с тем, побочным эффектом форсированного экономического роста стали определённые структурные диспропорции, предопределившие особую уязвимость Индонезии в условиях азиатского финансово-экономического кризиса 1997—98 годов, когда менее чем за полгода курс индонезийской рупии упал с 2600 до 14 000 рупий за 1 доллар США, объём ВВП сократился на 13,7 %.
Принятие эффективных мер по восстановлению экономики было затруднено из-за политической нестабильности конца 1990-х годов, в результате чего преодоление основных последствий кризиса растянулось до 2004—05 годов, а окончательный выход на докризисный уровень стал возможен только после 2007 года, когда экономический рост превысил 6 %. В 1998 г. реальный ВВП сократился на 13,7 %, а инфляция достигла 77 %. В 1999 г. ситуация несколько стабилизировалась — ВВП поднялся на 0,3 %, инфляция снизилась до 2 %. В 2004 г. рост экономики составил уже 5,1 %, а Джакартская фондовая биржа стала одной из наиболее успешных в Азии — рост индексов составил 42 %.
Мировой финансовый кризис 2008—2009 годов Индонезия пережила в целом вполне благополучно, её основные макроэкономические показатели снизились весьма незначительно и быстро вернулись к докризисному уровню, после чего восстановилась позитивная динамика. В декабре 2011 г. международное рейтинговое агентство Fitch повысило кредитный рейтинг Индонезии со «стабильного» до «инвестиционного» уровня, в январе 2012 г. аналогичное повышение рейтинга страны в своей шкале произвело агентство Moody's Правительство взяло под свою опеку новую значительную долю частного сектора, приобретя не функционирующие банковские займы и организовав реструктуризацию корпоративных долгов.
По состоянию на 2013 год на обрабатывающую промышленность приходилось 24 % ВВП, на сельское хозяйство — 15 %, на торговлю, гостиничный и ресторанный бизнес — 14 %, на добычу полезных ископаемых — 10 %, на строительство — 10 %, на финансовые и деловые услуги — 8 %, на транспорт и связь — 7 %, на коммунальное хозяйство (поставки электричества, газа и воды) — 1 %, на другие виды услуг — 11 %.
По состоянию на 2014 году крупнейшими частными конгломератами Индонезии по рыночной капитализации были Astra Group, Salim Group, Lippo Group и Sinar Mas Group; крупнейшими компаниями — Astra International (Jardine Matheson), HM Sampoerna (Philip Morris International), Bank Rakyat Indonesia, Bank Central Asia, Telekomunikasi Indonesia, Bank Mandiri, Unilever Indonesia (Unilever), Perusahaan Gas Negara, Gudang Garam и Semen Indonesia.

## Сельское хозяйство

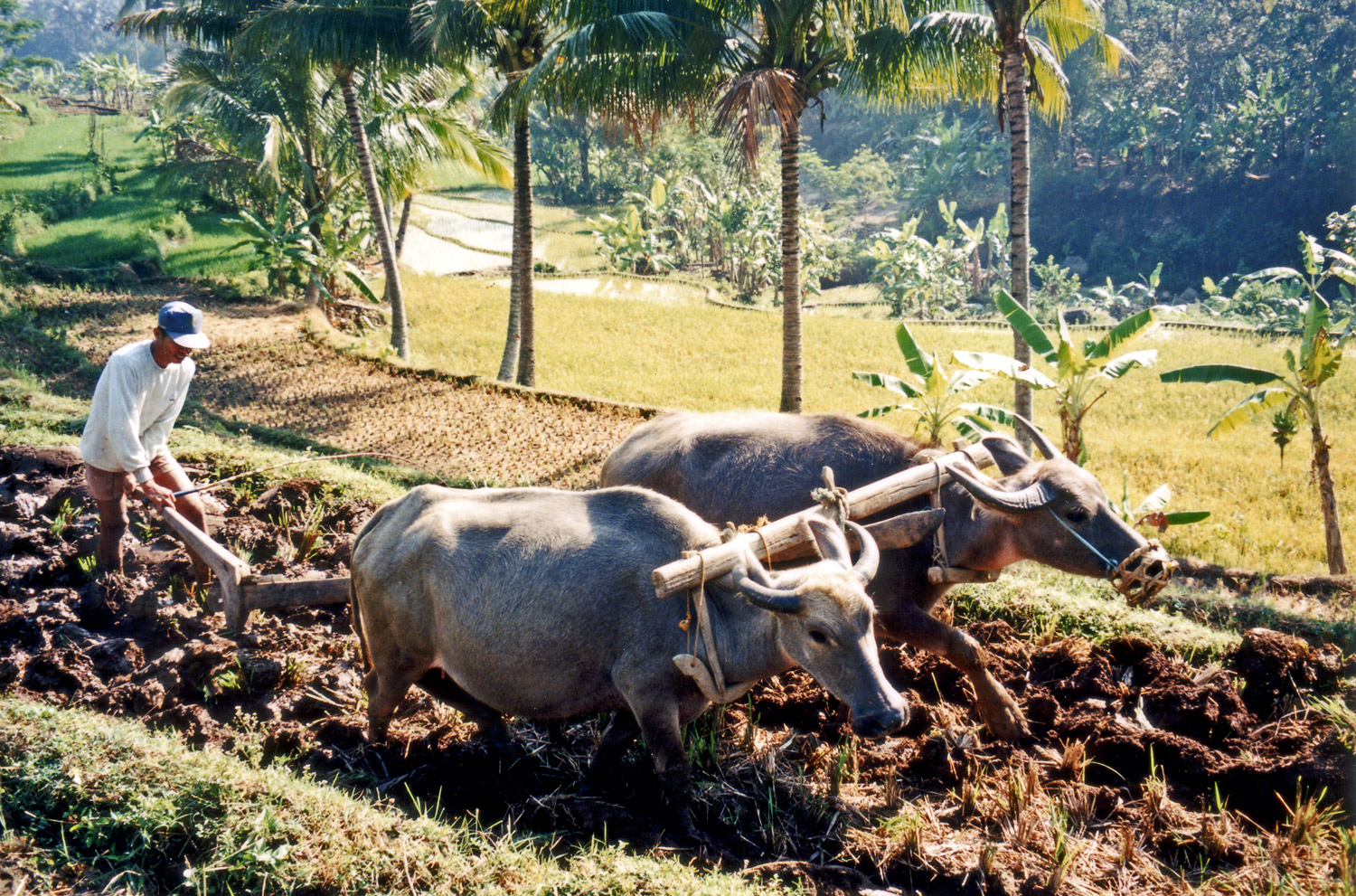
Пахота традиционным способом — в плуг запряжена пара буйволов. Центральная Ява

Сельское хозяйство — исторически основная отрасль местной экономики — давая чуть более 14 % национального ВВП, обеспечивает занятость весьма значительной части населения — более 38 %. При этом его доля и в структуре ВВП, и с точки зрения занятости постепенно снижается.
Основной сельскохозяйственной отраслью является земледелие. Обрабатываемые земли составляют около 13 % территории страны — таким образом, по их площади Индонезия занимает 7-е место в мире. Около 1/3 обрабатываемых земель орошаемые. По производству многих сельскохозяйственных культур страна занимает лидирующие места в мире.
Растениеводство
Основные пищевые культуры: рис (сбор в 2009 году — 64,4 млн т, 3-е место в мире, в конце 1980-х годов достигнуто стабильное самообеспечение этим ключевым продуктом питания), кассава (22 млн т, 1-е место в мире), кокосы (21,5 млн т, 1-е место в мире), кукуруза (16,9 млн т, 4-е место в мире), бананы (6,3 млн т, 6-е место в мире), батат (2 млн т, 4-е место в мире). 
В больших объёмах выращиваются масличная пальма (22,5 млн т пальмового масла, 1-е место в мире) и саговая пальма (5,2 млн т саго, 1-е место в мире).
Также, сахарный тростник (26,5 млн т, 10-е место в мире), какао-бобы (800 тыс. т, 2-е место в мире), кофе (700 тыс. т бобов, 4-е место в мире), табак (181 тыс. т, 6-е место в мире), чай (160 тыс. т, 7-е место в мире), гвоздика (81 тыс. т, 1-е место в мире), перец (80 тыс. т, 2-е место в мире). 
Из технических культур наибольшее значение имеют каучуконосы (2,8 млн т натурального каучука, 2-е место в мире).
Животноводство
Животноводство развито в меньшей степени. Общее поголовье крупного рогатого скота на 2010 год составляет 15,23 млн голов, в том числе 13,5 млн — мясные коровы, 0,53 млн — молочные коровы и 1,2 млн — буйволы, используемые главным образом как тягловый скот. К 2014 году планируется выйти на самообеспечение говядиной (в 2010 году национальное производство обеспечивало 97,5 % потребностей населения). По данным на 2008 год, поголовье коз составляло 15,8 млн голов, овец — 10,3 млн голов, свиней (выращиваются преимущественно немусульманским населением) — 5,5 млн голов. Основной домашней птицей является курица: в 2008 году имелось 68 млн кур-несушек, было произведено более 1,2 млрд бройлерных цыплят, более 1 млн т яиц.
Рыболовство и рыбоводство
Огромное значение исторически имеет рыболовство: по объёму улова рыбы и морепродуктов за 2009 год — более 5,1 млн т — Индонезия занимает третье место в мире; основные промысловые виды: тунец, макрель, сардина, морской окунь, групер, креветки. 

При этом, по объёмам производства с ним практически сравнялось интенсивно развивающееся рыбоводство: по вылову искусственно разведённой рыбы и морепродуктов за 2009 год — более 4,7 млн т — страна занимает второе место в мире. Основные разводимые виды: тилапия, карп, гурами, креветки. Широко практикуется разведение жемчуга.
Лесное хозяйство
Важнейшей отраслью является лесное хозяйство: в 2009 году в Индонезии было заготовлено 98,7 млн м³ древесины (8-е место в мире), из которых 36,4 млн м³ — брёвна промышленного назначения. Серьёзной проблемой в этой области являются незаконная вырубка леса и контрабандный вывоз ценных пород древесины.
В секторе сельского, плантационного, лесного и рыбного хозяйства работают компании 
Astra Agro Lestari (пальмовое масло и каучук), 
Perkebunan Nusantara (пальмовое масло, каучук и чай), Wilmar International (пальмовое масло), Salim Ivomas Pratama / PP London Sumatra Indonesia (пальмовое масло, каучук, чай, какао, сахарный тростник), Indofood Sukses Makmur (пальмовое масло, каучук, какао, сахарный тростник и чай), 
Bakrie Sumatera Plantations (пальмовое масло и каучук), Sampoerna Agro (пальмовое масло, каучук и саго), Sinar Mas Agro Resources and Technology или SMART (пальмовое масло), Austindo Nusantara Jaya (пальмовое масло и саго), Dharma Satya Nusantara (пальмовое масло и древесина), Jaya Agra Wattie (пальмовое масло, каучук, кофе), Eagle High Plantations (пальмовое масло), Gozco Plantations (пальмовое масло), Multi Agro Gemilang Plantation (пальмовое масло), Eterindo Wahanatama (пальмовое масло), Provident Agro (пальмовое масло), Sawit Sumbermas Sarana (пальмовое масло), Tunas Baru Lampung (пальмовое масло), Multistrada Arah Sarana (каучук), Japfa Comfeed Indonesia (корма, домашняя птица и морепродукты), Charoen Pokphand Indonesia (домашняя птица), Malindo Feedmill (домашняя птица), Bosowa Corporation (рис, кукуруза, пальмовое масло, морские водоросли, рыба и креветки), Tiga Pilar Sejahtera Food (пальмовое масло и рис), Dharma Samudera Fishing Industries (рыба), Central Proteinaprima (креветки и рыба), Inti Agri Resources (рыба), BISI International (семена), Aneka Tambang (пальмовое масло и древесина).

## Промышленность
Промышленное развитие Индонезии началось в XVII—XVIII веках, когда нидерландскими колонизаторами здесь было положено начало горнодобыче и переработке сельскохозяйственной продукции. Однако целенаправленная программа индустриализации была развёрнута только после обретения страной независимости, в период президентства Сухарто. Позднее правительством Сухарто в 1980-е — 1990-е годы была осуществлена качественная модернизация промышленного сектора, в результате которой удалось существенно обновить производственную базу существующих отраслей и развить ряд новых, в том числе автомобиле- и авиастроение, выпуск электронной техники.
В результате кризиса 1997—98 годов промышленные отрасли оказались в числе наиболее пострадавших, процесс их посткризисного восстановления оказался особенно длительным. К середине 2000-х годов в этом секторе удалось добиться позитивной динамики, однако темпы роста остаются здесь заметно ниже, чем по экономике в целом, — около 4,3 % на 2010 год.
На 2010 год доля промышленного производства в структуре ВВП составляла 47 %, более двух третей этого объёма приходится на обрабатывающие отрасли. При этом число занятых в промышленности относительно невелико — менее 13 % трудоспособного населения.

### Добывающая
Индонезия располагает богатыми месторождениями различных ископаемых: высококачественной нефтью, оловом, бокситами, никелем, марганцем, свинцом, медью, цинком, хромом. 
Промышленное значение имеет добыча железной руды, олова, бокситов, никеля, марганца, меди и угля.
По производству олова Индонезия осуществляет примерно треть мировых поставок и уступает только Китаю; его залежи имеются на островах Банка и Белитунг (90 % добычи), также Синкеп и юго-западных областях Калимантана.
Месторождения никеля обнаружены на острове Сулавеси, Хальмахера, Молуккских островах и Ириан-Джае.
В добывающей промышленности действуют в основном крупные национальные компании, значительная часть из которых принадлежит государству, а также американские, австралийские и японские сырьевые корпорации. Крупнейшей из национальных компаний является государственная группа Pertamina, контролирующая добычу и переработку нефти. 
Нефть и газ
Компании Pertamina принадлежит шесть нефтеперерабатывающих заводов в городах Балонган (Западная Ява), Чилачап (Центральная Ява), Баликпапан (Восточный Калимантан), Думай (Риау), Плаю (Южная Суматра) и Касим (Западное Папуа). 
Добыча нефти (на 2009 год) составляла более 1,02 млн баррелей в день (37-е место в мире), природного газа — 85,7 млрд кубометров за год (8-е место в мире). 
Часть сырой нефти экспортируется для переработки на заводах соседнего Сингапура. 
В Бонтанге (Восточный Калимантан) действует крупный завод сжиженного природного газа (совместное предприятие компаний Pertamina и французской Total).
На рынке транспортировки и дистрибуции природного газа лидирует компания Perusahaan Gas Negara (PGN или Persero). 

### Обрабатывающая
Наиболее значимыми отраслями в  обрабатывающей сфере являются: 
пищевая промышленность (около 19 % всего несырьевого производства, почти 6000 крупных и средних мероприятий), 
химическая промышленность (16 %, около 900 предприятий), 
текстильная промышленность (7 %, около 2000 предприятий), 
табачная промышленность (7 %, более 1600 предприятий), 
производство машин и оборудования (7 %, около 600 предприятий), 
автомобильная промышленность (6 %, более 270 предприятий), 
целлюлозно-бумажная промышленность (6 %, более 530 предприятий), 
производство готовой одежды (4 %, более 2000 предприятий). 
Также мебельная промышленность, производство стройматериалов и керамики.
В этой сфере на 2009 год было зарегистрировано более 25 тыс. предприятий, имеющих статус крупных либо средних и более 3,2 миллионов малых предприятий и надомных производителей. 
Большая часть малых предприятий и надомных производителей действуют в различных отраслях лёгкой и пищевой промышленности, включая традиционные ремёсла: производство батика, керамики, плетение циновок, изготовление резных изделий из дерева и кости, прочей востребованной сувенирной продукции.
Металлургия и металлообработка
Металлургия компании и заводы по производству  стали (Krakatau Steel, POSCO Krakatau, Betonjaya Manunggal, Jaya Pari Steel), олова, ферроникеля, бокситов.
Металлообрабатывающий сектор: производство труб (Steel Pipe Industry of Indonesia или Spindo, Citra Tubindo, Bakrie Metal Industries).

#### Машиностроение
В автомобильной промышленности Индонезии работают международные корпорации 
Toyota Astra Motor (завод в Караванге, Западная Ява), 
Astra Daihatsu Motor (завод в Караванге), 
Honda Prospect Motor (завод в Караванге), Nissan Motor Indonesia (завод в Пурвакарте, Западная Ява), 
Mitsubishi Motors Krama Yudha Indonesia (завод в Бекаси, Западная Ява), 
General Motors (завод в Бекаси), 
Hyundai Motor (завод в Чикаранге, Западная Ява), 
Suzuki Indomobil Motor (заводы в Чикаранге и Тамбуне, Западная Ява), Volkswagen (завод в Чикампеке, Западная Ява); 
а также производители автокомплектующих (Astra Otoparts, Indomobil Sukses Internasional, Multi Prima Sejahtera (завод в Богоре), Nipress (завод в Богоре), Prima Alloy Steel Universal (завод в Сидоарджо), Denso и Showa Corporation). 

На рынке мотоциклов и мопедов лидируют компании Astra Honda Motor (заводы в Джакарте, Чикаранге и Караванге), Yamaha (завод в Восточной Джакарте), Bajaj Auto и TVS Motor.
В сфере тяжёлой техники и промышленного оборудования (горнопромышленная, строительная, сельскохозяйственная техника, погрузочно-разгрузочное оборудование) работает компания Intraco Penta.
На рынке электроники и электротехники важное место занимают международные корпорации Toshiba (завод стиральных машин в Восточной Джакарте), Sharp (завод холодильников и стиральных машин в Караванге, Западная Ява), Foxconn (завод телефонов в Бантене), Sony, Panasonic (завод в Чибитунге, Западная Ява), LG Electronics (завод в Чибитунге), Samsung (завод в Бекаси), Omron (завод в Бекаси), Haier (завод в Бекаси), Matsumoto Electronic (завод в Бекаси), 
а также местные производители (Sat Nusapersada (завод в Батаме), Maspion Group, Polytron (Hartono Istana Technology), Denpoo Mandiri, Sanken (Istana Argo Kencana), Quantum (Aditec Cakrawiyasa), Star Cosmos).

#### Химическая
Химическая промышленность: производство
удобрений,  упаковочной плёнки, краски, клейких материалов, пластиковых труб и контейнеров, пестицидов, биодизеля и пр. химических изделий.
Также компании производят косметику, парфюмерию и средства ухода за волосами.
Производство автомобильных и мотоциклетных шин (а также других резинотехнических изделий), корда.
Целлюлозно-бумажная промышленность и производство упаковки.

### Лёгкая
Развито производства текстиля, тканей и готовой одежды.
Пищевая: в пищевом секторе развита табачная промышленность.

## Энергетика и коммунальное хозяйство
Электроэнергией обеспечено около 65 % населения страны. Национальные потребности в электричестве удовлетворяются исключительно за счёт собственных мощностей — импорта электроэнергии, как и её экспорта, не осуществляется. В 2009 году объём производства электроэнергии составил более 142,2 млрд кВт·ч (24-е место в мире) при потреблении на уровне 127,2 млрд кВт·ч (26-е место в мире) — разницу между этими показателями составили исключительно потери при транспортировке и распределении — более 15 млрд кВт·ч. Около 40,5 % потребления электроэнергии приходится на промышленность и строительство, 39,3 % — на бытовые нужды населения, остальное — на сельское хозяйство и другие сектора экономики. Монополия на электроснабжение принадлежит Государственной электроэнергетической компании (индон. Perusahaan Listrik Negara).
Бо́льшая часть электроэнергии — 87,2 % — вырабатывается на тепловых электростанциях, в том числе 44,9 % с использованием угля, 26,5 % — нефти и 15,8 % — природного газа. 7,9 % производства приходится на долю гидроэлектростанций, 4,9 % — на долю станций, использующих альтернативные источники энергии (в первую очередь геотермальных, также имеются станции на биотопливе, доля других несущественна). На конец 2011 года атомных электростанций в стране нет. Вопрос об их создании активно прорабатывался индонезийскими властями с 1997 года, в 2006 году принято принципиальное решение в пользу развития атомной энергетики. Согласно принятой правительством программе, к 2025 году планируется построить четыре АЭС общей электрической мощностью не менее 4 ГВт.
В энергетическом секторе работают 
государственная корпорация Perusahaan Listrik Negara (PLN) 
и средние компании Tambang Batubara Bukit Asam, Indika Energy, Dian Swastatika Sentosa, Bosowa Corporation, Adaro Energy, Exploitasi Energi Indonesia, 
Indo Tambangraya Megah, 
ABM Investama, 
Kawasan Industri Jababeka, 
ATPK Resources,
Rukun Raharja. 
В секторе возобновляемой энергетики — Austindo Nusantara Jaya, Dayaindo Resources International. 
В декабре 2019 г. Индонезия стала первой в мире страной, повысившей долю содержания биотоплива в обычном топливе с 20 до 30 %. Кроме того, Индонезийская ассоциация производителей биотоплива объявила о намерении с марта 2020 г. начать пробное использование топлива с содержанием биодизеля до 40 % (B40).
В секторе коммунальных услуг — Astra International (водоснабжение в Джакарте).

## Сфера услуг
Сфера услуг традиционно занимала достаточно важное место в индонезийской экономике (включая колониальный период), однако начало её интенсивного целенаправленного развития относится к периоду экономической модернизации 1970-х — 1980-х годов. К 2010 году доля сферы услуг в ВВП составила 37,6 %, она обеспечивала занятость практически половины (48,9 %) трудоспособного населения. При этом эффективность и конкурентоспособность этого сектора в сравнении с индонезийской экономикой в целом остаётся невысокой, в частности, в силу технологической и инфраструктурной отсталости, нехватки квалифицированных кадров.
В 2010 году правительством принята программа ускоренного развития сферы услуг. Основными задачами, поставленными в её рамках, являются планомерное повышение её доли в экономике — до 55 % ВВП к 2025 году, а также качественная модернизация её основных секторов: здравоохранения (см. раздел «Здравоохранение»), транспорта и связи (см. раздел «Транспорт и связь»), банковского, торгового, туристического секторов, энергетики.

### Банковский сектор
По состоянию на март 2011 года в Индонезии насчитывается 122 коммерческих банка, в том числе 28, представляющих собой совместные банковские предприятия с зарубежными партнёрами, и 10, контрольный пакет в которых принадлежит зарубежным собственникам. Примечательно, что 10 крупнейших из них контролируют 63,4 % банковского сектора, общий объём средств которого составляет около 353 млрд долл. США, в то время, как все прочие — не более 1 % (остальные 35,6 % сектора приходится на долю 4 государственных банков, включая БИ). Ряд банков, находящихся в частных руках, осуществляет исламский банкинг, общий объём операций по которому составил в 2011 году порядка 3,3 % от общего объёма банковских операций.
На конец 2010 года ставка рефинансирования Банка Индонезии составляла 6,37 % (62 место в мире), базовая ставка кредитования для коммерческих банков — 13,25 % (65 место в мире).
По состоянию на 2014 год крупнейшими банками Индонезии являлись Bank Mandiri (активы — 60,2 млрд долл., 34 тыс. сотрудников), Bank Rakyat Indonesia (активы — 51,5 млрд долл., 81 тыс. сотрудников), Bank Central Asia (активы — 40,8 млрд долл., 21 тыс. сотрудников), Bank Negara Indonesia (активы — 31,8 млрд долл., 20 тыс. сотрудников) и Bank Danamon Indonesia (активы — 15,1 млрд долл., 68 тыс. сотрудников), крупными банками — Bank Pan Indonesia (Bank Panin) и Bank Tabungan Negara.
Среди банков с иностранным капиталом важнейшими являются Bank CIMB Niaga (малайзийская CIMB Group), Bank Danamon Indonesia (сингапурский Temasek Holdings), Bank Internasional Indonesia (малайзийский Maybank), HSBC Indonesia (британский HSBC), Bank ANZ Indonesia (австралийский Australia and New Zealand Banking Group), Bank Barclays Indonesia (британский Barclays), Bank BNP Paribas Indonesia (французский BNP Paribas), Citibank Indonesia (американский Citibank), GE Finance Indonesia (американский GE Capital), Bank DBS Indonesia (сингапурский DBS Bank), Bank OCBC NISP (сингапурский Oversea-Chinese Banking Corporation), Bank UOB Indonesia (сингапурский United Overseas Bank), Bank ICBC Indonesia (китайский Industrial and Commercial Bank of China), Bank Mizuho Indonesia (японская Mizuho Financial Group), Bank Sumitomo Mitsui Indonesia (японская Sumitomo Mitsui Financial Group), BTMU Indonesia (японский The Bank of Tokyo-Mitsubishi UFJ), Bank Chinatrust Indonesia (тайваньский CTBC Financial Holding), Bank SBI Indonesia (индийский State Bank of India), Bank of India Indonesia (индийский Bank of India), Bank QNB Indonesia (катарский Qatar National Bank), Bank Rabobank International Indonesia (голландский Rabobank).

### Торговля
Объём внутренней торговли по данным на 2010 год составляет более 50 млрд долл. США (около 5 % ВВП), количество торговых точек превышает 2,5 миллиона (второе место в мире после Индии). Интенсивность торговой сети в разных регионах Индонезии в целом пропорциональна плотности населения. Так, 57 % торговых точек находятся на Яве, 22 % — на Суматре, 21 % — на остальной территории страны.
При этом для торгового сектора в весьма значительной степени характерна инфраструктурная неоднородность: если в крупных городах имеется большое количество магазинов современного типа, то в небольших населённых пунктах торговля обеспечивается главным образом за счёт мелких лавок и рынков традиционного типа. Всего, согласно принятой в Индонезии классификации, к современным магазинам относится, на 2010 год, 18 152 торговых точки, 154 из них категоризируются как гипермаркеты, около 2000 — как специализированные магазины или супермаркеты, остальные — как «минимаркеты». В 1990-е — 2000-е годы происходят существенный рост числа современных торговых предприятий и, одновременно, сокращение количества традиционных. Так, если в 2010 году общее количество торговых точек по стране сократилось по сравнению с 2009 годом на 1,3 %, то количество магазинов современного типа выросло за этот же период на 38 %. Однако в целом, по оценкам профильных индонезийских властей, инфраструктурное и технологическое обеспечение торгового сектора остаётся неудовлетворительным.
Торговые центры
В сфере торговли автомобилями и мотоциклами доминируют две компании — Astra International и Indomobil Sukses Internasional (также в этом секторе работает Bosowa Corporation).
Другими крупными торговыми компаниями являются Mitra Adiperkasa (магазины одежды и спорттоваров, супермаркеты и универмаги), Matahari Hypermart / Matahari Foodmart (супермаркеты и гипермаркеты), Hero Supermarket (супермаркеты и гипермаркеты), Transmart (супермаркеты и гипермаркеты), Giant Hypermarket (супермаркеты и гипермаркеты), Matahari Department Store (универмаги), Ramayana Lestari Sentosa (универмаги), Indomaret (минимаркеты), Modern Internasional (минимаркеты 7-Eleven), Enseval Putera Megatrading (лекарства, косметика и медицинское оборудование), Boston Health and Beauty (лекарства и косметика), Guardian Health and Beauty (лекарства и косметика), Erajaya Swasembada (мобильные телефоны и аксессуары), 
Trikomsel Oke (мобильные телефоны и аксессуары), IKEA (мебель и товары для дома), Gema Grahasarana (мебель и товары для дома), 
ACE Hardware Indonesia (товары для дома и жизни, а также игрушки), Catur Sentosa Adiprana (стройматериалы, потребительские и химические товары), Astra Otoparts (запчасти для автомобилей и мотоциклов), United Tractors (тяжёлое оборудование), Intraco Penta (тяжёлое оборудование), Kobexindo Tractors (тяжёлое оборудование), Astra Graphia (печатное и копировальное оборудование).

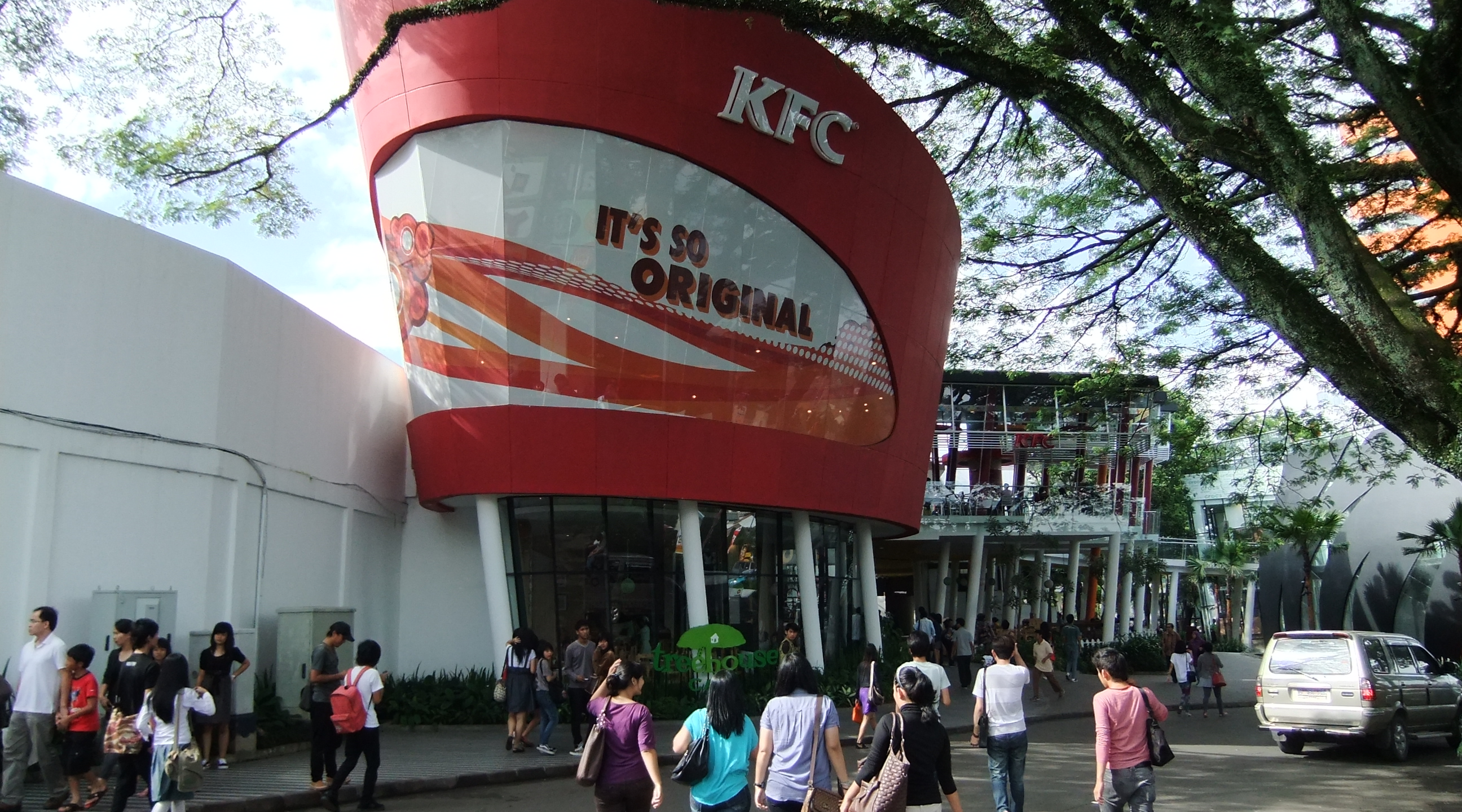
Ресторан KFC в Бандунге

Среди универсальных, сырьевых и оптовых торговых домов выделяются AKR Corporindo, Akbar Indo Makmur Stimec, Agis, Ancora Indonesia Resources, Central Omega Resources, Asia Natural Resources, Dian Swastatika Sentosa, FKS Multi Agro, Golden Energy Mines.
В сфере общественного питания работают компании Fast Food Indonesia (сеть ресторанов KFC), Mitra Adiperkasa (сеть кафе Starbucks) и американская McDonald’s.

### Связь
Крупнейшим оператором связи является корпорация Telkom Indonesia (Telekomunikasi Indonesia), базирующаяся в Бандунге (активы — 10,5 млрд долл., продажи — почти 8 млрд долл., 25 тыс. сотрудников). Среди других телекоммуникационных компаний и интернет-провайдеров Индонезии — дочерняя компания Telkom Indonesia Telekomunikasi Seluler (Telkomsel), Indosat, XL Axiata, Bakrie Telecom, Smartfren Telecom, First Media, Inovisi Infracom, Tower Bersama Infrastructure.

### Информационные технологии
В секторе информационных технологий лидируют компании Astra International, 
Metrodata Electronics, Elang Mahkota Teknologi, 
Multipolar Technology.

### Средства массовой информации и реклама
В сфере телевидения, радио, печатных изданий, индустрии развлечений, кинопроката и рекламы лидируют компании 
Global Mediacom / Media Nusantara Citra, 
Mahaka Media, 
Graha Layar Prima, 
Visi Media Asia, 
Surya Citra Media, 
Tempo Inti Media и 
Fortune Indonesia.

### Туризм
Индонезийские власти традиционно прилагают активные усилия для развития в стране индустрии туризма. Ставка при этом делается прежде всего на максимизацию притока зарубежных визитёров, более перспективных с экономической точки зрения. С 1980-х годов значительные средства вкладываются в модернизацию и расширение гостиничного фонда и прочей соответствующей инфраструктуры, а также в популяризацию национальных туристических объектов. Позитивную роль в этом плане играет наличие значительного количества как историко-культурных, так и природных достопримечательностей, в том числе, имеющих мировое значение (в частности, на 2012 год в стране имелось 8 объектов, включенных в юнесковский список Всемирного наследия, по их количеству Индонезия занимает первое место среди государств Юго-Восточной Азии).
Объекты Всемирного наследия в Индонезии: 
1. Храм Боробудур (Центральная Ява)
2. Храм Прамбанан (Центральная Ява)
3. Национальный парк Комодо (Восточные Малые Зондские острова)
4. Национальный парк Уджунг-Кулон
5. Национальный парк Лоренц (Папуа)
6. Сангиран, место находки останков питекантропа (Центральная Ява)
7. Тропические леса острова Суматра
8. Ирригационная система Субак (Бали)

Вместе с тем, социально-экономический кризис, политические потрясения, эскалация напряжённости на этноконфессиональной почве и всплеск терроризма, имевшие место в конце 1990-х — начале 2000-х годов, существенно снизили эффективность предпринимаемых мер. Стабильный рост количества посещающих страну иностранных туристов начался только в 2007 году, при этом динамика соответствующих поступлений в бюджет остаётся достаточно неустойчивой. По итогам 2011 года прогнозируется их заметный рост — с 7,7 до 8,3 млрд долл. (около 8 % ВВП).
Основные показатели иностранного туризма в Индонезии
| Год                             | 2005 | 2006 | 2007 | 2008 | 2009 | 2010 | 2011 (прогноз) |
| ------------------------------- | ---- | ---- | ---- | ---- | ---- | ---- | -------------- |
| Численность туристов (млн чел.) | 5,0  | 4,9  | 5,5  | 6,4  | 6,5  | 7,0  | 7,7            |
| Доходы (млрд долл. США)         | 4,5  | 4,4  | 5,3  | 7,4  | 6,3  | 7,7  | 8,3            |

Среди визитёров большую часть традиционно составляют граждане стран — соседей Индонезии по Азиатско-Тихоокеанскому региону: Сингапура (в 2010 году — около 1,37 млн чел.), Малайзии (1,28 млн чел.), Австралии (0,77 млн чел.), Китая (0,47 млн чел.), Японии (0,42 млн чел.).
В туристическом секторе Индонезии лидирующее положение занимают компании 
Panorama Sentrawisata / Destinasi Tirta Nusantara, 
Pembangunan Jaya Ancol.

### Недвижимость
На рынке недвижимости работают компании Ciputra Development, Lippo Karawaci, Duta Anggada Realty, 
Bakrieland Development, 
Danayasa Arthatama, 
Agung Podomoro Land, 
Bumi Serpong Damai / Duta Pertiwi, 
Hanson International, 
Alam Sutera Realty, 
Surya Semesta Internusa, 
Kawasan Industri Jababeka, 
Bekasi Fajar Industrial Estate, 
Intiland Development, 
Lamicitra Nusantara, 
Dyandra Media International, 
Metropolitan Land, 
Bosowa Corporation, 
Cowell Development, 
MNC Land, 
Plaza Indonesia Realty, 
Summarecon Agung, 
Adhi Karya, Gading Development.

### Медицинские услуги
В сфере здравоохранения и медицинских услуг работают компании Siloam International Hospitals, Mitra Keluarga Karyasehat и Sejahteraraya Anugrahjaya.

## Транспорт

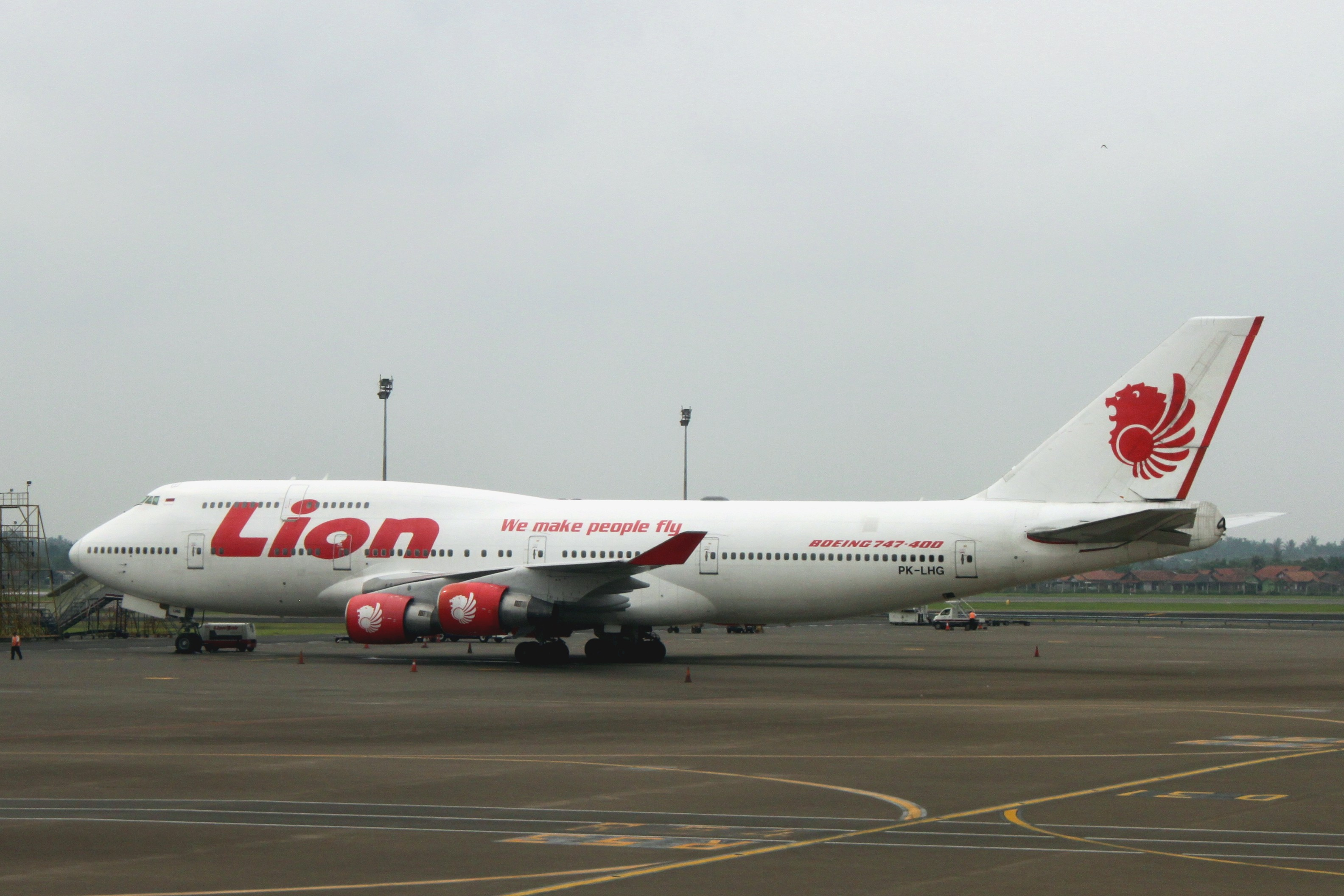
Самолёт Lion Air в аэропорту Джакарты

В сфере пассажирских авиаперевозок лидируют компании 
Lion Air, 
Garuda Indonesia, 
Sriwijaya Air, 
Indonesia AirAsia и 
Citilink Indonesia.
В секторе морских грузоперевозок и портового хозяйства работают компании 
Indonesia Port Corporation, 
Wintermar Offshore Marine, 
Trans Power Marine, 
Logindo Samudramakmur, Astra International (нефтетерминал в Гресике), 
Indo Tambangraya Megah (угольный терминал в Бонтанге), 
Indika Energy / Mitrabahtera Segara Sejati, 
Adaro Energy, 
AKR Corporindo, Ancora Indonesia Resources, 
Dayaindo Resources International, 
Indofood Bogasari.
В секторе автомобильных грузовых и пассажирских перевозок работают компании Pos Indonesia, Blue Bird Group, Express Transindo Utama, Adi Sarana Armada, Cipaganti Citra Graha и Bosowa Corporation, 
в секторе платных автомагистралей — Jasa Marga, Citra Marga Nusaphala Persada, Nusantara Infrastructure, Astra International и Bosowa Corporation.

## Внешняя торговля и зарубежные инвестиции
Объём внешней торговли в 2010 году составил 285,3 млрд долл. США при положительном сальдо в размере 31,1 млрд долл. Объём экспорта — 158,2 млрд долл., импорта — 127,1 млрд долл. (по обоим показателям — 30-е место в мире).
Основными статьями экспорта являются уголь, газ, нефть, электрооборудование, текстиль, древесина, фанера, каучук. Импортируются, главным образом, машины и оборудование, нефть, продукция химической промышленности и нефтепереработки, отдельные виды продовольствия. При этом объём импортируемой нефти с середины 2000-х годов во всё большей степени превосходит объём нефти экспортируемой — это стало причиной выхода Индонезии в 2008 году из ОПЕК, в которой она состояла с 1962 года.
Основными потребителями индонезийского экспорта являются, по состоянию на 2010 год, Япония (15,9 % от общего объёма), Китай (9,9 %), США (9,3 %), Сингапур (8,8 %), Республика Корея (7 %), Индия (6,4 %), Малайзия (5,8 %). Бо́льшая часть импорта поступает из Сингапура (16,1 %), Китая (14,5 %), Японии (10,2 %), США (7,3 %), Малайзии (5,8 %), Республики Кореи (4,9 %), Таиланда (4,8 %).
В 2021 году экспорт Индонезии достиг 232 млрд долларов, в 2022 вырос до 293 млрд долларов.

### Инвестиции
Объём прямых иностранных инвестиций в индонезийской экономике на 2010 год составлял около 85,6 млрд долл. (38-е место в мире). Индонезийскими инвесторами за рубежом размещено более 33 млрд долл. (37 место в мире).
Среди крупнейших иностранных инвесторов:
Азиатский капитал
- гонконгская Jardine Matheson (Astra International, Hero Supermarket);
- сингапурские Wilmar International, Temasek Holdings (Bank Danamon Indonesia), DBS Bank (Ancora Indonesia Resources, ATPK Resources), Oversea-Chinese Banking Corporation (Bank OCBC NISP), United Overseas Bank (Global Mediacom, MNC Investama, Duta Anggada Realty, Eratex Djaja), Government of Singapore Investment Corporation (Bank Tabungan Negara), Blue Sphere Singapore (Darya-Varia Laboratoria);
- японские Sumitomo Mitsui Banking Corporation (Bank Tabungan Pensiunan Nasional), Nomura Holdings (Polaris Investama), Nippon Steel & Sumitomo Metal (Citra Tubindo, Pelat Timah Nusantara), Sumitomo Electric Industries (Sumi Indo Kabel), Sumitomo Metal Mining (Vale Indonesia), Daiwa House (Bekasi Fajar Industrial Estate), Toray Industries (Centex), Kanematsu Corporation (Centex), Shikishima Baking (Nippon Indosari Corpindo), Fujikura (Jembo Cable Company), Mitsui & Co. (Pelat Timah Nusantara), Mandom Corporation (Mandom Indonesia);
- малайзийские Axiata (XL Axiata), CIMB (Wintermar Offshore Marine), Giant Hypermarket, AirAsia (Indonesia AirAsia), OSK Holdings Berhad (Malindo Feedmill);
- филиппинская San Miguel Corporation (Delta Djakarta);
- таиландская Banpu (Indo Tambangraya Megah);
- корейские POSCO, Hankook Tire, Korea Electric Power Corporation (Bayan Resources);
- китайская Jinsheng Mining (Central Omega Resources);
- турецкая Kordsa Global (Indo Kordsa);
- дубайский Dubai Islamic Bank (Bank Panin Syariah);
- катарский Ooredoo (Indosat).

Европейский капитал
- швейцарские Philip Morris International (HM Sampoerna), Holcim (Holcim Indonesia), UBS (Energi Mega Persada, Arwana Citramulia, Bentoel International Investama, Atlas Resources, Medco Energi Internasional, MNC Investama, Global Mediacom, Centrin Online, Plaza Indonesia Realty, Nusantara Infrastructure, Intiland Development, Ultrajaya Milk Industry), Credit Suisse (Garuda Indonesia, Bakrie & Brothers, Ciputra Development, Nusantara Infrastructure, Bumi Resources, Sugih Energy, Hanson International, Intiland Development, Modernland Realty, Centrin Online, Polaris Investama, Arwana Citramulia, Garda Tujuh Buana, Sejahteraraya Anugrahjaya), Zurich Assets International (Darma Henwa);
- голландские Unilever (Unilever Indonesia), Heineken (Multi Bintang Indonesia), ABN AMRO (MNC Investama), Mulgrave Corporation (Hero Supermarket), IKEA, Royal HaskoningDHV (Royal HaskoningDHV Indonesia), Abbey Communications (Mahaka Media);
- французские Total (Total Indonesia), AXA (AXA Mandiri Financial Services, Mandiri AXA General Insurance), BNP Paribas (Bank BNP Paribas Indonesia, Citatah Industri Marmer, KMI Wire and Cable), Carrefour, Vallourec (Citra Tubindo), Michelin (Gajah Tunggal);
- британские British American Tobacco (Bentoel International Investama), Vallar / Asia Resource Minerals (Berau Coal Energy), HSBC (Surya Semesta Internusa, Multipolar Technology, Ever Shine Textile Industry), Standard Chartered (Trikomsel Oke, Elang Mahkota Teknologi), Royal Bank of Scotland (Resource Alam Indonesia), InterContinental Hotels Group;
- немецкие HeidelbergCement (Indocement Tunggal Prakarsa), Deutsche Bank (Duta Anggada Realty, Colorpak Indonesia, Resource Alam Indonesia);
- австрийский Raiffeisen Zentralbank (Bumi Resources, Borneo Lumbung Energi & Metal, Bakrie Telecom);
- итальянская Enel (Bayan Resources).

Американский и австралийский капитал
- американские Chevron (Chevron Pacific Indonesia), Freeport-McMoRan (Freeport Indonesia), Goodyear Tire and Rubber Company (Goodyear Indonesia), Kraft Heinz Company (Kraft Foods Indonesia), Citibank (ABM Investama, Garda Tujuh Buana), JPMorgan Chase (Berau Coal Energy, Resource Alam Indonesia, Bank Danamon Indonesia, Eagle High Plantations, Trikomsel Oke, Colorpak Indonesia, Tower Bersama Infrastructure), Morgan Stanley (Modern Internasional), Goldman Sachs (KMI Wire and Cable), The Bank of New York Mellon (Bakrie & Brothers, Central Proteinaprima, Summarecon Agung, Sejahteraraya Anugrahjaya, Clipan Finance Indonesia), Franklin Templeton Investments (Bank Danamon Indonesia), Hilton Worldwide;
- бразильская Vale (Vale Indonesia);
- канадский Royal Bank of Canada (Jaya Agra Wattie, Metropolitan Land);
- австралийская Santos (Santos Indonesia).

## Налогообложение
Индонезийская налоговая система является трёхуровневой: подоходный налог, местные налоги и налоги центрального правительства.
Подоходный налог взимается по прогрессивной ставке от 5 до 30 %, беднейшие (доход до 24 млн рупий в год) не платят его вообще.

## Доходы населения
В Индонезии нет единой для всей страны минимальной заработной платы, она варьируется в зависимости от провинций, районов и секторов экономики; от 1765000 рупий ($125,34) в месяц в Джокьякарте до 4416186 рупий ($313,84) в месяц в Джакарте.